# Rica Reinisch
Rica Reinisch, auch Rica Neumann und Rica Neumann-Reinisch (* 6. April 1965 in Seifhennersdorf, Bezirk Dresden, DDR) ist eine ehemalige deutsche Schwimmerin, die für den SC Einheit Dresden und die DDR startete. Reinisch ist Opfer des staatlichen Zwangsdopings im DDR-Leistungssport.

## Werdegang
Rica Reinisch nahm im Alter von neun Jahren erstmals an einem Schwimmwettkampf teil und wurde daraufhin Schülerin der Dresdner Kinder- und Jugendsportschule. Mit zwölf Jahren schwamm sie bereits auf der 100-m-Distanz im Rückenschwimmen 1:14,3 min. Mit 14 belegte sie in der Weltrangliste Platz 20 auf dieser Distanz mit 1:04,84 min.
Bei den Olympischen Spielen 1980 in Moskau gewann sie drei Goldmedaillen. Sie siegte jeweils in Weltrekordzeit über 100 Meter und 200 Meter Rücken sowie mit der 4 × 100-m-Lagenstaffel. Für diese Erfolge wurde sie mit dem Vaterländischen Verdienstorden in Silber ausgezeichnet.
Nach einem Zusammenbruch 1982 in einem Trainingslager in Charkow in der Ukraine als Folge einer Eierstockentzündung musste sie den Spitzensport aufgeben. Im Jahr 1989 wurde sie in die Ruhmeshalle des internationalen Schwimmsports aufgenommen.

## Zwangsdoping in der DDR
Reinisch hatte nach ihrer Zeit als Spitzenschwimmerin massive gesundheitliche Probleme, die eine Folge der systematisch verabreichten anabolen Steroide waren. Ihr Trainer Uwe Neumann hatte ihr ohne Information im Alter von 14 Oral-Turinabol verabreicht. Sie litt u. a. an chronischen Eierstockentzündungen, Herzrhythmusstörungen und drei Entzündungen des Herzmuskels. Zudem erlitt sie zwei Fehlgeburten.
Im Mai 2000 sagte Reinisch als Zeugin vor dem Landgericht Berlin im Prozess gegen Manfred Ewald, den ehemaligen Vorsitzenden des Deutschen Turn- und Sportbundes der DDR und des Nationalen Olympischen Komitees der DDR, sowie gegen Manfred Höppner, den stellvertretenden Leiter des Sportmedizinischen Dienstes der DDR, aus.

## Privates
Reinisch wuchs auf Usedom und in Großschönau auf. 1988 reiste sie aus der DDR aus. Sie lebt in Eschweiler und hat zwei Kinder. Sie arbeitete zeitweise als Marketingchefin bei Alemannia Aachen. Heute ist Reinisch freier Mental- und Motivationscoach für Führungskräfte.